# Xincheng (köpinghuvudort i Kina, Hubei Sheng, lat 31,49, long 114,27)
Xincheng (kinesiska: 新城) är en köpinghuvudort i Kina. Den ligger i provinsen Hubei, i den centrala delen av landet, omkring 100 kilometer norr om provinshuvudstaden Wuhan. Antalet invånare är 44 031. Befolkningen består av 20 682 kvinnor och 23 349 män. Barn under 15 år utgör 16,0 %, vuxna 15-64 år 74 %, och äldre över 65 år 8,0 %.
Runt Xincheng är det tätbefolkat, med 397 invånare per kvadratkilometer. Xincheng är det största samhället i trakten. Trakten runt Xincheng består till största delen av jordbruksmark.
Genomsnittlig årsnederbörd är 1 403 millimeter. Den regnigaste månaden är juli, med i genomsnitt 241 mm nederbörd, och den torraste är december, med 19 mm nederbörd.